# Фърговци
Фъ̀рговци е село в Северна България, община Габрово, област Габрово.

## География
Село Фърговци се намира на 7 – 8 km югоизточно от центъра на град Габрово. Разположено е високо под билото на едно от северните разклонения на Шипченската планина, южно от което тече река Моторски дол, десен приток на река Янтра. Общинският път до Фърговци е южно отклонение в габровския квартал Бичкиня от третокласния републикански път III-552 (Габрово – Трявна – Вонеща вода), минаващо през квартал Кряковци и село Богданчовци, а след Фърговци продължаващо до село Генчовци. Дясно отклонение от този път след Богданчовци води до село Баланите.
Населението на село Фърговци, наброявало 38 души при преброяването към 1934 г., намалява до трима към 1985 г. и след промени в числеността през следващите години наброява 19 души (по текущата демографска статистика за населението) към 2019 г.

## История
През 1995 г. дотогавашното населено място колиби Фърговци придобива статута на село..
Фърговци е създадено в края на 19 век. Името му произхожда от мъжкото име Фърго. Най-вероятно човек с това име пръв се е заселил там и така е положил началото на селището. Във Фърговци има само 4 – 5 стари къщи, останали от началото на 20 век. През 1970-те и 1980-те години около тях се появяват постепенно нови постройки тип „вила“, като към 2007 г. те вече са над 30. Прекрасният изглед към централния дял на Балкана, чистият въздух и тишината са причина постепенно мястото да заприлича на вилно селище.

## Население
Преброяване на населението през 2011 г.
Численост и дял на етническите групи според преброяването на населението през 2011 г.:
|                     | Численост | Дял (в %) |
| Общо                | 15        | 100,00    |
| Българи             | 15        | 100,00    |
| Турци               | 0         | 0,00      |
| Цигани              | 0         | 0,00      |
| Други               | 0         | 0,00      |
| Не се самоопределят | 0         | 0,00      |
| Неотговорили        | 0         | 0,00      |

## Поминък
Сравнително бедната, жълто-песъчлива почва не позволява развитие на традиционните градински зеленчуци, които предпочитат по-силна почва. Районът не разполага с достатъчно вода за поливно земеделие, а характерният планински релеф пречи за формиране на лесни за обработка градини (диалектно бахчи). Прокараният през 1980-те години водопровод снабдява живеещите с питейна вода, но през летния сезон, когато хората започнат да поливат градинките или да пълнят малките басейнчета край къщите си, често се случва дебитът да не покрие нуждите и чешмите пресъхват.
Отглеждат се малини, картофи, корнишони, чушлета, домати, подправки. Преди няколко десетилетия по баирите край селцето е имало много овощни дървета – основно сини сливи и планински сортове ябълки.
След закриването на местния АПК през 1990-те години, традиционното за региона овцевъдство замира. Към момента малкото на брой местни хора (повечето на преклонна възраст) отглеждат кози и кокошки.
Реституцията на част от горския фонд направи някои от жителите притежатели на гори. Състоящи се предимно от широколистни и малко иглолистни дървета, те са обект на регулирана сеч и продан на материал за огрев, което се превърна напоследък в източник на допълнителни доходи за населението.

## Редовни събития
През 1970-те години няколко старозагорски семейства, привлечени от красотата на Балкана, изградиха свои вили във Фърговци. Благодарение на тях напоследък в традиционно събитие за Фърговци се превърна честването на Еньовден. Всяка година, в края на месец юни, те пристигат и внасят весело настроение в селото, огласяйки го със своите песни.
На самия Еньовден – рано призори – всички се отправят към околните баири, където берат кантарион, мащерка, равнец, листа и плодове на горски ягоди. Според традицията набраните на този ден билки са много ценни, тъй като „церяли“ всички болести. Човек трябвало да се върне с пълни торби с всевъзможни ароматни треви и да се „окъпе в тях“.